# Ophiorrhiza liangkwangensis
Ophiorrhiza liangkwangensis är en måreväxtart som beskrevs av Hsien Shui Lo. Ophiorrhiza liangkwangensis ingår i släktet Ophiorrhiza och familjen måreväxter. Inga underarter finns listade i Catalogue of Life.